# Кастамону (вилайет)
Вилайет Кастамону  (осман. ولايت قسطمونى‎) — вилайет Османской империи, который располагался на севере Малой Азии. Образованный в 1867 году вместо эялета Кастамону с площадью 50 тыс. км². В 1922 году вошёл в состав Турецкой республики и прекратил существование.

## История
В 1867 году в рамках реформы времен Танзимата эялет Кастамону было преобразовано в вилайет с тем же названием. За времена Османской империи не получила должного развития, поскольку основные магистрали и дороги, в основном, обходили границы вилайета. В правление султана Абдул-Хамида II Кастамону было одним из мест ссылки оппозиционеров. В 1906 году в городах вилайета состоялись выступления против увеличения налогов, за восстановление Конституции 1876 года. В конце концов вместе с выступлениями в Эрзуруме, Трабзоне и на Балканах это движение привело к победе в 1908 году младотурок.
Во время войн с Российской империей, балканскими государствами, во время Первой мировой войны, вилайет Кастамону был одним из важных центров набора в османские войска. В 1915 году порт Зонгулдак были уничтожены российским флотом. Порты Сином и Инеболу терпели нападения российских кораблей в 1915 и 1916 годах.
После свержения монархии население Кастамону весьма одобрительно отнеслось к правительству в Анкаре, поддержав создание Турецкой республики. Вместе с вилайетом Анкара Кастамону стал базой для сторонников Мустафы Кемаля. В 1922 году вилайет преобразованы в провинции Бартын, Чанкыры, Дюздже, Карабюк, Кастамону, Стамбул и Синоп.

## Структура
Состоял из 4 санджаков:
- Санджак Кастамону имел 8 каз: Кастамону, Инеболу, Сафранболу, Ташкёпрю, Дадай, Джиде, Тосья, Арач
- Санджак Чанкыры — 2 казы: Чанкыры, Черкеш
- Санджак Синоп — 3 казы: Синоп, Боябат, Аянджик.
- Санджак Болу — 9 каз: Болу, Эрегли, Бартын, Гереде, Гейнюк, Акчакоджа, Дюздже, Деврек, Мудурну. Этот санджак имел особый статус в составе вилайета.

## Население
По переписи 1885 году в провинции проживало 1 009 460 человек. Основу составляло турецкое население. Существовали общины понтийских греков, которые преобладали в городе Синоп. Первая мировая война негативно сказалась на демографии, количество жителей уменьшилось до 728,1 тыс. человек в 1920 году. В 1919—1923 годах понтийские греки подверглись нападениям и преследованию. Наконец в 1923 году их выселили в Грецию.

## Экономика
Кастамону был одним из экономически отсталых вилайетов империи. Основу составляли земледелие и животноводство. Выращивались пшеница (преимущественно в санджаках Чанкыры и Синоп), ячмень, кукуруза, нут, опий, рис, оливки, фрукты. Большинство продукции потреблялось в провинции, частично вывозилось в соседние вилайеты на территории Малой Азии. Основным потребителем фруктов из этого вилайета был Стамбул. В южных казах существовало производство шелка.
Выращивались также козы, овцы, крупный рогатый скот. Местные ремесленники использовали хлопка для изготовления различных тканей. Фабрики по изготовлению хлопчатобумажных тканей были только в Синопе.
Города Синоп и Инеболу были центрами добывания металлов. Также на территории вилайет осуществлялся добыча свинца и никеля. Значительные угольные копи располагались возле Эрегли и Болу. Угольные копи Эрегли с 1896 года эксплуатировались французской компанией, которая также взяла в концессию порт Зонгулдак. В 1914 году они было конфискованы османским правительством, а в 1917 году переданы в концессию немецкого банка. В 1916 году была построена первая железная дорога, соединившая города Болу и Зонгулдак. Она была проложена на средства немецких предпринимателей.